# Henning-von-Tresckow-Kaserne (Schwielowsee)
Die Henning-von-Tresckow-Kaserne in Schwielowsee bei Potsdam ist eine Liegenschaft der Bundeswehr. Hauptnutzer ist das Einsatzführungskommando der Bundeswehr. Die Kaserne wurde von Ernst Sagebiel entworfen und in den 1930er Jahren erbaut. Sie diente seitdem zahlreichen Höheren Kommandobehörden als Unterkunft, darunter dem Oberkommando der Luftwaffe der Wehrmacht und dem Kommando Landstreitkräfte der NVA.

## Lage
Die Kaserne liegt im Ortsteil Geltow von Schwielowsee südlich des Werderschen Damms etwa sechs Kilometer westsüdwestlich des Stadtzentrums von Potsdam. Auf dem Kasernengelände befindet sich der 82 Meter hohe Großen Entenfängerberg. Einen Kilometer nordwestlich der Kaserne befindet sich die Ortslage Wildpark-West, etwa einen Kilometer westlich die Havel. Unmittelbar nordöstlich der Kaserne verläuft die Bahntrasse des Berliner Außenrings. Etwa zwei Kilometer nördlich liegt die Havelland-Kaserne in Potsdam.

## Beschreibung
Die Gebäude der Kaserne sind überwiegend in einem schmalen von Nord nach Süd verlaufenden Streifen angeordnet. Große Teile der Kasernenanlage sind nicht bebaut und bewaldet. In der Liegenschaft befindet sich der am 15. November 2014 eingeweihte Wald der Erinnerung zum Gedenken an die in den Auslandseinsätzen der Bundeswehr gefallenen Soldaten. Im Süden der Kasernen befinden sich zwei Hubschrauberlandeplätze und Sportanlagen. Auf dem Gelände sind noch zwei Spitzbunker aus der Zeit des Zweiten Weltkrieges vorhanden. Die Kaserne ist Militärischer Sicherheitsbereich, Teile sind Sperrzone.

## Namensgebung
Die Kaserne ist nach Henning von Tresckow benannt. Er gilt neben Oberst Claus Schenk Graf von Stauffenberg als zentrale Figur des militärischen Widerstands gegen den Nationalsozialismus und war maßgeblich am Attentat vom 20. Juli 1944 auf Adolf Hitler beteiligt. Die Namensgebung erfolgte am 15. Juli 1992. Zuvor wurde die Liegenschaft als Kaserne Wildpark-West oder Kaserne Wildpark bezeichnet.

## Geschichte

### Bis 1945
Die Kaserne wurde von Ernst Sagebiel entworfen, der auch den Flughafen Berlin-Tempelhof und das Reichsluftfahrtministerium, dem heutigen Berliner Dienstsitz des Bundesministeriums der Finanzen, geplant hatte. Der Bau der Kaserne begann 1935 als Teil der Luftkriegsschule 3, wobei die spätere Unterbringung des Oberkommandos der Luftwaffe der Wehrmacht bereits baulich berücksichtigt wurde. Dazu wurde die Bunkeranlage Kurfürst auf dem Kasernengelände unter dem Großen Entenfängerberg errichtet. Die Kaserne bildete mit der Luftwaffenkaserne und dem Fliegerhorst Werder eine funktionale Einheit. Von 1943 bis 1945 befand sich der Sarg von Friedrich Wilhelm I. in der Kaserne.

### 1945 – 1990
Von 1945 bis 1956 nutzte die Gruppe der Sowjetischen Streitkräfte in Deutschland die Kaserne als Schule. Sie baute den Bunker aus und übergab die Liegenschaft an die Nationale Volksarmee. Diese stationierte dort die Flak-Artillerie-Schule. Das am 1. Dezember 1972 aufgestellte Kommando Landstreitkräfte der NVA wurde mit Gefechtsstand und Führungsstelle in der Kaserne stationiert und nutzte den Bunker. Das Kommando führte im Frieden alle Landstreitkräfte der NVA. Weitere NVA-Nutzer der Kaserne waren unter anderem das Wach- und Sicherstellungsbataillon 40 und die Kommandonachrichtenzentrale 40.

### Ab 1990
Am Tag der Deutschen Wiedervereinigung wurde in der Kaserne das Heereskommando Ost unter Heranziehung des ehemaligen Kommandos Landstreitkräfte der NVA aufgestellt. Das Heereskommando Ost führte alle Truppenteile der Landstreitkräfte der Nationalen Volksarmee der ehemaligen Deutschen Demokratischen Republik. Es wurde am 16. April 1991 in Korps- und Territorialkommando Ost umbenannt. Am 1. Januar 1995 ging aus diesem das IV. Korps und aus diesem wiederum zum 1. Juli 2001 das Einsatzführungskommando der Bundeswehr hervor.
Das Korps wurde durch das Stabs- und Fernmelderegiment 410 unterstützt, das am 1. April 1994 in der Kaserne aufgestellt und zum 1. Oktober 2001, drei Monate nach der Aufstellung des Einsatzführungskommandos der Bundeswehr, in das Stabs- und Fernmeldebataillon Einsatzführungskommando Bundeswehr umbenannt und umgegliedert wurde. Dem Bataillon unterstanden die 1. und 2. Kompanie. Der Verband wurde mit Ablauf des 31. März 2012 aufgelöst.
Zum 1. Januar 1992 wurde das Fernmeldesystemzentrum der Bundeswehr Potsdam in der Kaserne aufgestellt. Es wurde mit Ablauf des 31. März 2007 aufgelöst.
Am 1. Oktober 1998 wurde das Standortsanitätszentrum Potsdam zur truppenärztlichen Versorgung der in der Kaserne stationierten Soldaten aufgestellt. Das Zentrum wurde mit Ablauf des 31. März 2005 aufgelöst. Die Versorgung wurde weiterhin sichergestellt durch das am 1. Juli 2004 neu aufgestellte Sanitätszentrum Schwielowsee. Dieses wurde zum 30. September 2015 als eigenständige Dienststelle aufgelöst und zu einem Sanitätsversorgungszentrum umgewandelt, das Teil des Sanitätsunterstützungszentrums Berlin ist. Vom 1. Oktober 1991 bis zum 31. Dezember 1998 bestand zudem zur zahnmedizinischen Versorgung die Zahnarztgruppe Potsdam als eigenständige Dienststelle.
Am 15. März 2005 wurde als eigenständige Dienststelle das Kommando Führung Operationen von Spezialkräften in der Liegenschaft aufgestellt. Es hatte den Auftrag, die Spezialkräfte der Bundeswehr teilstreitkraftübergreifend und auf operativer Ebene im Einsatz zu führen. Im April 2012 wurde das Kommando als Abteilung in das Einsatzführungskommando der Bundeswehr eingegliedert.
Am 1. Oktober 2007 wurde das noch heute in der Kaserne beheimatete Evangelische Militärpfarramt Potsdam aufgestellt und am 1. April 2012 in Evangelisches Militärpfarramt Schwielowsee umbenannt. Am 1. April 2013 folgte die Aufstellung des Katholischen Militärpfarramtes Schwielowsee. Ab dem 1. August 1991 war zudem der Katholische Dekan beim Korps- und Territorialkommando Ost in Geltow in der Kaserne beheimatet. Diese Dienststelle wurde 1994 in Katholischer Wehrbereichsdekan VII/VIII umbenannt und war für das Gebiet der damaligen Wehrbereichskommandos VII und VIII, also die Neuen Länder, zuständig. Dessen Aufgaben werden heute vom Katholischen Militärdekanat Berlin mit Sitz in der Julius-Leber-Kaserne wahrgenommen.
Am 1. April 2019 wurde das Verbindungskommando Heer Einsatzführungskommando Bundeswehr aufgestellt und ist seither in der Kaserne stationiert. Mit dieser Kleinstdienststelle hält das Heer die Verbindung zu dem, dem Bundesministerium der Verteidigung unmittelbar unterstellten, Einsatzführungskommando der Bundeswehr. Auch der Organisationsbereich Infrastruktur, Umweltschutz und Dienstleistungen (IUD) ist mit dem Einsatzführungszentrum IUD Verbindungsstelle/Schwielowsee seit dem 1. Oktober 2018 in der Kaserne vertreten.
Die Kaserne ist Standort der MAD-Stelle 7 des Militärischen Abschirmdienstes. Die MAD-Stelle 7 verfügt über eine Außenstelle in Leipzig und entstand aus der MAD-Gruppe VII und den MAD-Stellen 71 (später 81), 73 und 74 in Schwielowsee, Erfurt bzw. Leipzig.
Bis zum 31. Dezember 2002 lag die Kaserne offiziell in der selbständigen politischen Gemeinde Geltow, die zum Jahreswechsel in die neue Gemeinde Schwielowsee eingemeindet wurde. Seitdem ist Schwielowsee der offizielle Standort der Kaserne und der dortigen Dienststellen.
Folgende weitere Truppenteile waren in der Kaserne stationiert:
- Einsatzverband Spezialkräfte 1 – 10 (4. Mai 2005 – 31. März 2012)
- Heeresführungskommando Verbindungskommando zu Einsatzführungskommando der Bundeswehr (1. Januar 2008 – 30. September 2012)
- Unterstützungspersonal Kasernenkommandant Henning-von-Tresckow-Kaserne (1. Oktober 2013 – 30. Juni 2017)
- Streitkräfteamt – Teile Schwielowsee (1. Januar 2006 – 31. März 2013)
- Streitkräfteunterstützungskommando – Teile Potsdam (1. Juni 2008 – 31. März 2013)
- Unterstützungsbataillon Kommando Operative Führung Eingreifkräfte – Teile Schwielowsee (1. April 2009 – 31. Juli 2013)
- Zentrum für Transformation der Bundeswehr – Teile Schwielowsee (1. April 2009 – 30. September 2012)
- Kasernenfeldwebel Potsdam-Geltow (1. Februar 1995 – 30. Juni 1998)
- MAD-Stelle 71